# Asuan
Asuan (Egipatski: Swenet; Koptski: ⲥⲟⲩⲁⲛ Swān; Grčki: Συήνη Syene; Arapski: أسوان‎ Aswān; Španjolski: Asuán) se smjestio na desnoj obali Nila. Drevna Sijena (prema egipatskom nazivu "suenet" znači "trgovina") nalazi se u blizini sjeverne obratnice. U njemu je Eratosten, "otac" geografije, 230. godine prije Krista izračunao opseg Zemlje. Plovidbom felukama stiže se do otočića na kome se nalazi asuanski botanički vrt. Bujno zelenilo najbolje pokazuje što znači voda Nila u prostoru koji godišnje prosječno primi samo 0,5 milimetara padalina. Zanimljiv je i otok Elefantina s monumentalnim granitnim blokovima i arheološkim nalascima. Asuan je poznat i po Velikoj asuanskoj brani koja je jedno od najvećih dostignuća svih vremena.